# Casa al carrer Major de Betren
Casa al carrer Major de Betren és una casa del municipi de Vielha e Mijaran (Vall d'Aran) inclosa a l'Inventari del Patrimoni Arquitectònic de Catalunya.

## Descripció
Casa de tipologia tradicional aranesa, amb pati i dependències entorn d'aquest. Té planta i dos pisos, el segon es troba sota la coberta. La façana, en lateral, està orientada a l'est. Al centre s'obre la porta, amb arc escarser rebaixat, format per únic bloc on hi gravada una inscripció que resta incompleta: PAV[…] 1746. Al nord de la casa hi ha adossada una galeria, orientada a migjorn, de fusta amb barana i galdonets calats, element típic de la Vall d'Aran.